# Josef Lev
Josef Lev (1. května 1832 Sazená – 16. března 1898 Praha) byl český operní pěvec – barytonista, hudební skladatel a pedagog.

## Život
Pocházel z velmi chudé rodiny. Do školy chodil v nedalekém Chržíně, kde si jeho pěveckého nadání všiml učitel Josef Toman. Mladý Lev k němu chodil na hodiny zpěvu a jeho prostřednictvím se stal jako sopranista členem kostelního sboru ve Zlonicích.
Brzy na to přišel na Velvarsko kapelník z Uherska, který hledal zpěváky do svého souboru. Josef navzdory přání otce odmítl a odešel do Prahy, kde vstoupil do pěveckého sboru křižovníků a začal studovat na staroměstském gymnáziu. Jak dospíval, jeho hlas se měnil a začal pochybovat, zda bude ještě schopen zpívat. Když mu ale hlas zase vrátil, tentokrát jako baryton, zanechal studií a rozhodl se profesionálně věnovat divadlu a hudbě.
Zpěvu ho v Praze vyučoval Josef Chládek, žák V. J. Tomáška. Ten však zanedlouho odjel za výhodnější nabídkou do Uherska a Lvovi nezbylo, než hledat jiného učitele. Přestěhoval se do Vídně, kde byl přijat ke dvorní opeře do pěveckého sboru. Strávil tam deset let. Trpěl hmotným nedostatkem a marně čekal na sólovou roli, kterou mu slibovali, ale zároveň se umělecky zdokonaloval a inspiroval příkladem předních pěvců. Zpíval také ve farním kostele sv. Michala.
Roku 1864 získal angažmá v pražském Prozatímním divadle, kde si okamžitě získal přízeň obecenstva. Jeho prvním vystoupením byl hrabě Luna ve Verdiho opeře Trubadúr dne 14. října 1864. Českému divadlu zůstal věrný po zbytek života, navzdory výhodným nabídkám ze zahraničí. Během pruského vpádu roku 1866 byl jedním z těch, kdo drželi divadelní soubor pohromadě poté, co tehdejší ředitel Franz Thomé zavřel divadlo a ponechal personál svému osudu. Lev byl členy sboru zvolen do řídícího výboru; v té pozici mimo jiné zajistil, aby byl lépe oceněn pěvec Josef Paleček.
Josef Lev byl známý svým okrouhlým, měkkým tónem hlasu, schopným obsáhnout celou šíři od šepotavého sladka po tragickou bouři. Dobře se vyrovnával s náročnými italskými operami, které často zpíval spolu se zahraničními pěvci. Během své umělecké kariéry vytvořil přes sedmdesát rolí v operách Vilém Tell (Gioacchino Rossini), Libuše, Čertova stěna (Bedřich Smetana) a mnoha dalších.
Přátelil se s Bedřichem Smetanou a Antonínem Dvořákem, kteří pro něj složili některé árie. Známé bylo i jeho přátelství s Janem Nerudou, který u něj deset let bydlel a věnoval mu knihu Žerty hravé i dravé. První kapitola, O drobotinách, psaná roku 1875, popisuje idylickou pohodu ve Lvově domácnosti.
Roku 1888 byl vedením Národního divadla předčasně penzionován, společně s pěvkyněmi Seifertovou a Ortovou, a byla mu nabídnuta role učitele hudby za mnohem nižší plat. Rozhodnutí, zdůvodňované nutností finančních úspor, bylo v uměleckých kruzích negativně hodnoceno a Lev ho považoval za projev nezaslouženého nevděku. Hluboce to zasáhlo jeho rodinný život a vedlo ke smrti jeho manželky. S obecenstvem se rozloučil 8. dubna 1888 v roli Lazebníka sevillského.
Po odchodu do důchodu vyučoval zpěv. Získal řadu čestných ocenění, například čestné členství v Umělecké besedě a Hlaholu. Roku 1893 byl jmenován pražským měšťanem.
Zemřel na rakovinu střeva. Pohřben byl 19. března 1898 na Olšanských hřbitovech po obřadu v kostele sv. Štěpána za účasti Antonína Dvořáka, F. A. Šuberta, starosty Podlipného a zástupců divadelních a pěveckých spolků. Nyní má hrob na Vyšehradském hřbitově

## Dílo
Vedle operního zpěvu byl známý i jako autor písní, například Slezská, Vlaštovičky, Řekněte mi. Napsal cca 27 písní a 30 sborů. Jeho skladby jsou uloženy ve sbírce Národního muzea, v muzeu ve Velvarech a v Dvořákově památníku ve Zlonicích.

## Další informace
- Rudolf Jaroslav Kronbauer v roce 1914 uveřejnil krátkou životopisnou vzpomínku na Josefa Lva (Vzpomínky hravé i dravé), kterou mu tlumočil malíř Theodor Hilšer.[13]